# Вайрано Патенора
Вайра̀но Патено̀ра (на италиански: Vairano Patenora) е градче и община в Южна Италия, провинция Казерта, регион Кампания. Разположено е на 168 m надморска височина. Населението на общината е 6470 души (към 2010 г.).